# 出口保行
出口 保行（でぐち やすゆき、1958年7月4日 - ）は、日本の犯罪心理学者。東京未来大学こども心理学部教授・学部長兼副学長。元国家公務員（法務省矯正局職員）。神奈川県横浜市出身。
犯罪者予備軍が犯罪を犯す前に、嫌がらせをする事で犯罪意欲を削いで防犯を達成するという
「攻める防犯」
と呼ばれる独自の防犯理論を提唱している。従来の守る防犯とは一線を画す、加害者目線に立った防犯理論である。

## 経歴・人物
神奈川県横浜市生まれ。横浜市立神橋小学校、横浜市立六角橋中学校、神奈川県立外語短期大学付属高等学校を経て、東京学芸大学教育学部を卒業。同大学院教育学研究科学校教育専攻発達心理学講座（斉藤耕二研究室）を修了と同時に、国家公務員心理職として法務省に入省。
2007年3月末で法務省法務総合研究所研究部室長研究官を最後に退官し、同年4月東京未来大学教授。2013年4月より、同学部学部長。2024年4月より、副学長（兼学部長）。現在は、東京都足立区防犯専門アドバイザーを務める他、内閣府・法務省をはじめ、中央官庁の講演や警視庁・京都府警・愛知県警をはじめ地方自治体の要請に基づく防犯講演を行っている。
マスコミでは日本テレビ、フジテレビ、TBS、テレビ朝日、テレビ東京等、在京キー局の報道番組・情報番組などに出演しているほか、バラエティ番組にも『全力!脱力タイムズ』にレギュラー出演している。母方の叔父は落語家の三遊亭小遊三、小遊三は出口の母の弟だが、出口とは11歳しか違わない。

## 略年譜
- 1958年 - 神奈川県横浜市生まれ。
- 1983年 - 東京学芸大学教育学部卒業。
- 1985年 - 東京学芸大学大学院教育学研究科（発達心理学講座）修了。
- 1985年 - 法務省入省。
- 2007年 - 法務省退官。東京未来大学こども心理学部教授。
- 2013年 - 東京未来大学こども心理学部長。
- 2024年　東京未来大学副学長兼こども心理学部長

## 著書
- 『犯罪に挑む心理学 -現場が語る最前線-』（共著）北大路書房刊 2012年
- 犯罪心理学者が教える子どもを呪う言葉・救う言葉　単著　SB新書　2022年
- 犯罪心理学者は見た危ない子育て　単著　SB新書　2023年
- マンガ　犯罪心理学者が教える子どもを呪う言葉・救う言葉　SBクリエイティブ　2024年

## テレビ出演
- ネプリーグ (2025年3月24日、フジテレビ)
- 全力脱力タイムズ（2015年からレギュラー出演）

1. ↑  “ココロジストプロフィール”.  日本テレビナカイの窓公式HP. 2014年7月13日閲覧。
2. 1 2 3  “教員紹介”.   東京未来大学. 2014年7月13日閲覧。
3. ↑  
“講演 | 犯罪心理学者 出口保行 オフィシャルサイト”. 犯罪心理学者　出口保行オフィシャルサイト. 2023年1月4日閲覧。
4. ↑  
“平成26年度 困難を有する子ども・若者の相談業務に携わる公的機関職員研修@国立オリンピック記念青少年総合センター　 非行少年と立ち直り支援 少年鑑別所等で対応した約１万事例から見えてくること　出口 保行 20141021”. 2024年7月12日閲覧。
5. ↑  
“講演会特集：「守る防犯」から「攻める防犯」へ 日本万引防止システム協会 発行 第１8号”. 2023年1月4日閲覧。
6. ↑  
 (日本語) 攻める防犯（東京未来大学出口教授）R4.10.7八王子市民防犯のつどい 2023年1月4日閲覧。
7. ↑  
“「攻める防犯」が安心・安全な地域をつくる－平成２７年度北海道青少年育成大会開催－”. 2023年1月4日閲覧。
8. ↑  
“東京未来大学の研究者紹介　犯罪者より怖いのは、僕たちの心の中にある、偏見や誤解だと思う。 出口 保行　”. 2024年7月12日閲覧。
9. ↑  
“再犯防止講演会「攻める防犯　再び罪を犯させないためにみんなで出来ること」　ページ番号1003143　更新日 2024年6月28日  トップページ > 健康・福祉・コミュニティ > 医療・健康・福祉 > 生活の支援 > 更生保護 > 再犯防止講演会「攻める防犯　再び罪を犯させないためにみんなで出来ること」  多摩市公式ホームページ 　”. 2024年7月12日閲覧。
10. ↑  
“[https://www.pref.kyoto.jp/safecom/documents/1301293508495.pdf 京都府 セーフコミュニティ ニュース ～地域力による安心・安全なまちづくりを目指して～ 第 14 号（平成23年3月28日発行）」 京都府府民生活部
安心・安全まちづくり推進課  京都府公式ホームページ]”. 2024年7月12日閲覧。
11. ↑  “（交遊抄）段取りなき司会　出口保行：日本経済新聞”. 日本経済新聞 (日本経済新聞社). (2018年2月2日) 2018年3月13日閲覧。